# Matthijs Koning
Matthijs Koning (Oosterhout, 27 september 1991) is een Nederlandse zanger. Hij maakt Nederlandstalige muziek.

## Biografie
In 2012 stond Matthijs Koning in het Gelredome op het Mega Piratenfestijn omdat hij de Slag om het Piratenfestijn had gewonnen.
In 2013 won Matthijs Koning de Sterren.nl Award voor beste nieuwkomer.

## Discografie

### Singles
| Single met eventuele hitnotering(en) in de Nederlandse Top 40 | Datum van verschijnen | Datum van binnenkomst | Hoogste positie | Aantal weken | Opmerkingen                 |
| ------------------------------------------------------------- | --------------------- | --------------------- | --------------- | ------------ | --------------------------- |
| Dans met mij                                                  | 2010                  | -                     |                 |              |                             |
| Sleutel van mijn hart                                         | 2011                  | -                     |                 |              | Nr. 32 in de Single Top 100 |
| Wees niet bang                                                | 2011                  | -                     |                 |              | Nr. 30 in de Single Top 100 |
| Hallo, hallo                                                  | 2011                  | -                     |                 |              | Nr. 24 in de Single Top 100 |
| Deze avond                                                    | 2012                  | -                     |                 |              | Nr. 21 in de Single Top 100 |
| Gewoon Genieten                                               | 2012                  | -                     |                 |              | Nr. 63 in de Single Top 100 |
| Drink nog wat van mij                                         | 2013                  | -                     |                 |              | Nr. 66 in de Single Top 100 |
| Mooie nacht                                                   | 2013                  | -                     |                 |              | Nr. 62 in de Single Top 100 |
| Laat het maar komen                                           | 2014                  | -                     |                 |              |                             |